# Дворотик оголений
Дворотик оголений (Dicranodontium denudatum) — вид мохів порядку дикранальних (Dicranales).

## Поширення
Батьківщиною є Європа, Північна Америка, Азія.
Населяє вологі, затінені, кислі місця, рідше пісковики, відслонення й обриви, вологий гумус, трухляві колоди і пні або росте на торфі і у вологих пониженнях боліт.

## Характеристика
Рослини від жовтувато-коричневого до темно-зеленого кольору, глянцеві, у пухких або щільних пучках. Стебла 2–4(8) мм, з червонувато-коричневими ризоїдами. Листки від прямовисно-зігнутих до серпувато-однобічних, 3–8 мм, краї цілісні проксимально, зубчасті біля вершини, верхівка загострена. Коробочкові ніжки 8–12 мм, вигнуті чи лебідчасті. Коробочка 1.6–2 мм, видовжено-циліндрична, прямовисна. Спори 10–15 мкм.